# جوک استوک
جوک استوک (به لاتین: Jochstock) یک کوه در سوئیس است که در کانتون برن واقع شده‌است. جوک استوک ۲٬۵۶۴ متر بالاتر از سطح دریا واقع شده‌است.